# Comuna Drozdni, Kovel
Drozdni (în ucraineană Дроздні) este o comună în raionul Kovel, regiunea Volînia, Ucraina, formată din satele Drozdni (reședința) și Honciîi Brid.

## Demografie
Componența lingvistică a satului Drozdni
     Ucraineană (98,84%)
     Alte limbi (1,05%)
Conform recensământului din 2001, majoritatea populației satului Drozdni era vorbitoare de ucraineană (98,84%), existând în minoritate și vorbitori de alte limbi.